# Engraulis ringens
Az Engraulis ringens a sugarasúszójú halak (Actinopterygii) osztályának heringalakúak (Clupeiformes) rendjébe, ezen belül a szardellafélék (Engraulidae) családjába tartozó faj.

## Előfordulása
Az Engraulis ringens elterjedési területe a Csendes-óceán délkeleti része, Perutól Chileig. Elterjedési területe időnként nőhet vagy csökkenhet; ezt a jelenséget a Humboldt-áramlat szabja meg.

## Megjelenése
Ez a halfaj általában 14 centiméter hosszú, de akár 20 centiméter is lehet. 10-12,5 centiméteresen már felnőttnek számít. Hosszú, karcsú teste kékes - zöldes. A fiatalnak ezüstös sáv húzódik az oldalán, amely idősebb korára eltűnik.

## Életmódja
Nyílt tengeri hal, amely körülbelül 80 kilométer távolságban tartózkodik a szárazföldtől; körülbelül 3-80 méteres mélységben. Nagy rajokban él és vadászik. Tápláléka főleg planktonból áll. Az Engraulis ringens a fő táplálékforrása a helybéli tengeri madaraknak.
Legfeljebb 3 évig él.

## Felhasználása
Az Engraulis ringensnek, ipari mértékű halászata folyik.